# Protomedeia gurjanovae
Protomedeia gurjanovae är en kräftdjursart. Protomedeia gurjanovae ingår i släktet Protomedeia och familjen Isaeidae. Inga underarter finns listade i Catalogue of Life.